# Похороны Роджера Малвина
«Похороны Роджера Малвина» (Roger Malvin's Burial) — исторический рассказ Натаниэля Готорна о двух жителях американского фронтира, возвращающихся домой после схватки с индейцами, известной как битва Ловуэла. Впервые опубликован в 1832 году, позднее включён в сборник «Мхи старой усадьбы». 

## Сюжет
После битвы Ловуэла в 1725 году, двое выживших после сражения солдата возвращались домой. Оба героя (Роджер Малвин и Рубен Борн) были ранены. Они прилегли отдохнуть у утёса, который напоминал огромный могильный камень.
Роджер Малвин (он был старшим из мужчин) просил Рубена оставить его умирать в одиночку, т.к. его раны были смертельными, и не было шансов на спасение. Рубен, в свою очередь, настаивал, что останется с ним, пока тот жив, но Роджер понимал, что это приведет к тому, что они оба погибнут. Роджер убеждает Рубена покинуть его.
Рубен бредёт к дому, пока не теряет сознание от бессилия. Его находит отряд, отправившийся на поиски выживших. Его выхаживает Доркас (дочь Малвина). Придя в себя, он не решается рассказать ей, что оставил её отца одного умирать посреди чащи. Он говорит, что был до последнего с её отцом и все считают его героем.
Доркас и Рубен вступают в брак. Рубена мучают угрызения совести, т.к. он пообещал похоронить Роджера, но года проходят, а он так и не исполняет обещания. Много лет спустя, когда уже вырос их сын, его хозяйство приходит в упадок, и они решают покинуть посёлок, чтобы поселиться в новом месте, вдали от людей. Они идут сквозь лесную чащу. Во время остановки на ночлег, Рубен и сын поодиночке бродят по лесу в поисках пропитания. Рубен думает, что слышит оленя в кустах и стреляет. Подойдя ближе, обнаруживает, что убил собственного сына. Осмотревшись вокруг, понимает, что это то же самое место, где он оставил Роджера Малвина много лет назад.

## Анализ
Основным движущим мотивом героев Готорна (не только в рассказах, но и в романах) является тайный грех и его последствия. Для понимания рассказа важно иметь в виду, что первые американские поселенцы, будучи людьми строгих религиозных воззрений, придавали огромное значение соблюдению погребальных обрядов. Душа того, чьё тело не было предано земле по обычаю предков, не считалась упокоенной.
Генри Джеймс считал «Похороны Роджера Малвина» одним из самых оригинальных произведений Готорна.
Мотив неосознанной вины, которая гложет главного героя и приводит к сыноубийству, наглядно воплощён в образе окровавленного платка, привязанного к ветке. Это типичный для Готорна художественный символ, в образном виде иллюстрирующий основную тему рассказа: неумолимое возвращение вытесненной из сознания вины.